# Westernisierung
Der Begriff Westernisierung (englisch Westernization) bezeichnet den Transfer von Ideen und Werten vor allem aus den Vereinigten Staaten in die Nachkriegsgesellschaften Westdeutschlands, Frankreichs und Italiens zwischen 1945 und 1970 und ist damit ein Element der Verwestlichung.
Westernisierung ist eng verkoppelt und zugleich abzugrenzen vom Begriff der Amerikanisierung, der die Übernahme von Elementen des Lebensstils der Vereinigten Staaten wie die „Coca-Colisierung“, die „McDonaldisierung“ oder das Tragen von Jeans in die westeuropäischen Gesellschaften nach dem Ende des Zweiten Weltkriegs bezeichnet.
Die Ausprägung westlicher Werte vollzog sich laut Anselm Doering-Manteuffel nicht einfach als Übernahme amerikanischer Vorstellungen, sondern als wechselseitiger Prozess, ein „Kreislauf politischer, sozialökonomischer und kultureller Ordnungsvorstellungen“.
Die transatlantische Wertebindung erfasste insbesondere die Bundesrepublik Deutschland, vielfach bedingt durch Remigranten, das Pressewesen und die Publizistik, Gewerkschaften und Bildungseinrichtungen, Wissenschaften wie die Soziologie und viele andere Bereiche des öffentlichen Lebens. So entstand allmählich eine Westorientierung, die freilich durch gesellschaftliche Kräfte vor allem im Umfeld der Studentenbewegung von 1968 häufig in Frage gestellt wurde. Nach dem Fall der Mauer im Jahre 1989 hat die Westorientierung der Werte und Normen wiederum innergesellschaftliche Debatten hervorgerufen.
Der Begriff „Westernisierung“ wird auch für die Übernahme westlicher Bräuche (zum Beispiel musikalischer Praktiken) in andere, hauptsächlich kommunistisch oder islamisch geprägte Kulturen (außerhalb des „Westens“, aber auch innerhalb westlicher Gesellschaften), verwendet.